# Kaisersdorf
Kaisersdorf (węg. Császárfalu, burg.-chorw. Kalištrof) – gmina w Austrii, w kraju związkowym Burgenland, w powiecie Oberpullendorf. 1 stycznia 2014 liczyła 627 mieszkańców.